# نشانگان کودک رهاشده

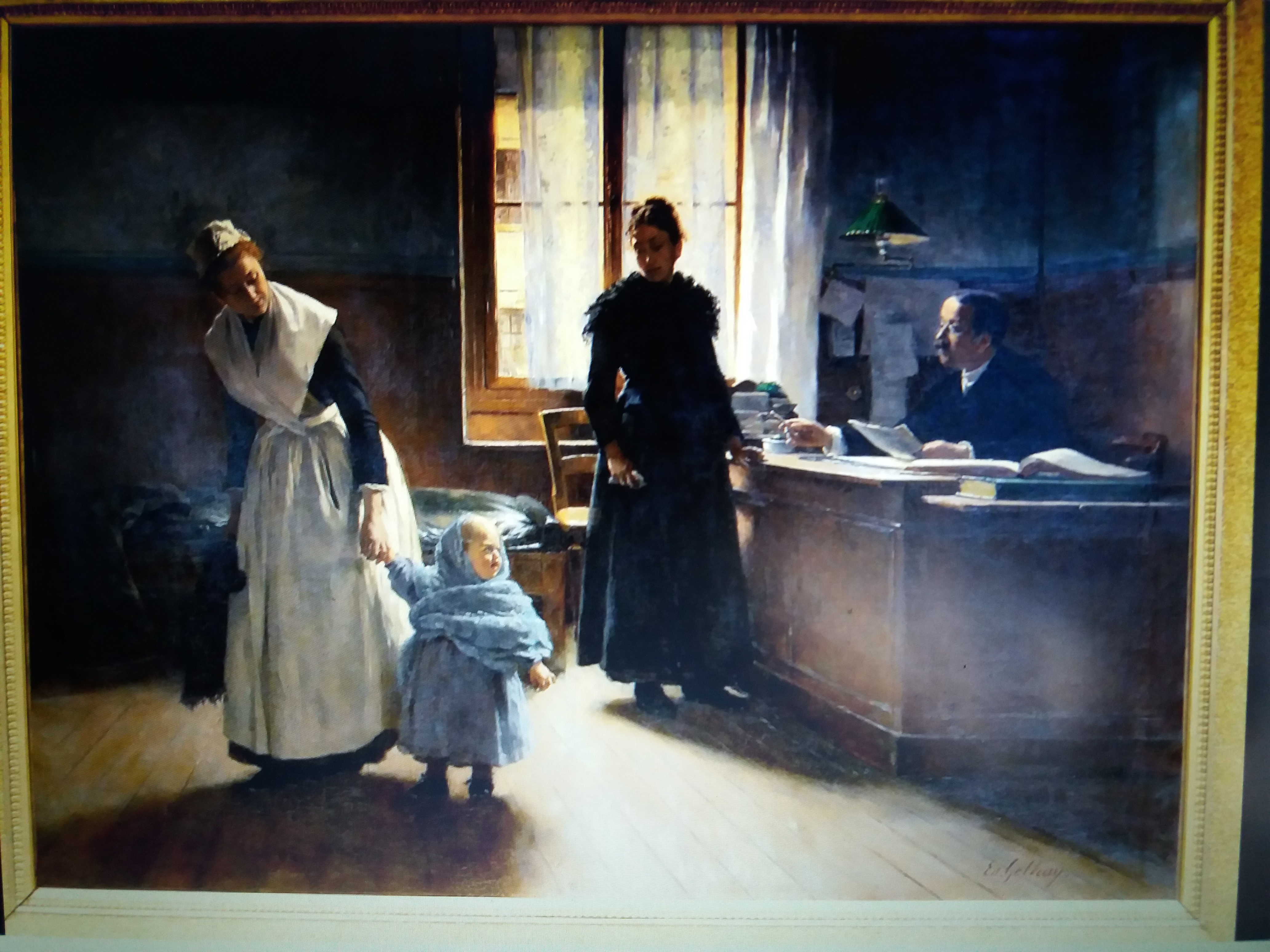
نشانگان کودک رهاشده

نشانگان کودک رهاشده (انگلیسی: Abandoned child syndrome) یک وضعیت رفتاری و روانی است که عمدتاً در نتیجه از دست دادن یکی از والدین یا هر دو، یا در پی سوء استفاده جنسی از کودک بروز می‌کند. رها کردن کودک می‌تواند فیزیکی باشد (عدم حضور پدر یا مادر در زندگی کودک)، یا عاطفی (خودداری والد یا والدین از عطوفت با کودک، بی‌توجهی در تغذیه کودک یا عدم انگیزه‌بخشی به کودک.)
والدینی که، چه با دلایلی موجه یا غیرموجه، کودک خود را به حال خود رها می‌کنند آسیب روانی زیادی به کودک می‌زنند. این آسیب روانی تنها با کمک مناسب محیط قابل ترمیم خواهد بود. کودک‌های رهاشده ممکن است به خاطر بی‌توجهی، سوء تغذیه، گرسنگی یا بدرفتاری جسمی، آسیب‌های جسمانی نیز ببینند.